# ذا فيرجينيان
الهائم أو الفيرجيني (ذا فيرجينيان، The Virginian)، وأعيد تسميته باسم رجال شيلوه (The Men from Shiloh) هو مسلسل ويسترن أمريكي من بطولة جيمس دروري، والذي يصور شخصية الفرجيني، بطل المسلسل، ويشاركه التمثيل داغ موكلور، لي جي كوب، وغيرهم. تم بث المسلسل للمرة الأولى على قنوات إن بي سي من عام 1962 وحتى 1971، بمجموع 249 حلقة. المسلسل مستند إلى رواية The Virginian: Horseman of the Plains لأوين ويستر والتي استند إليها في بعض الأفلام الهوليوودية في السابق وتدور حول عائلة وأشخاص يديرون مزرعة في الغرب الأمريكي. وكانت العائلة تسعى في أن تحافظ على التقاليد الغربية والعمل في المزرعة بشكل منظم. أهم الشخصيات في المسلسل: الفرجيني، القاضي غارث، ترامباس، ستيف هيل، بيتسي غارث، عائلة غرينجر، الكولونويل ألان ماكنزي. شارة المسلسل كانت باسم «الشجرة الوحيدة» وكتبها بيرسي فايت، وأنتجت بالتعاون مع ستانلي ويلسون.

## الشخصيات

### الفيرجيني
جسّد الشخصية جيمس دروري، كان رئيس العمال صعب المراس في مزرعة شيلوه. استنادًا إلى الشخصية الموجودة في رواية أوين ويستر ، كان دائمًا ثابتًا على موقفه. كان يحظى باحترام سكان المدينة.

## ضيوف الشرف
من بين ضيوف الشرف الذين ظهروا في المسلسل: هاريسون فورد، ويليام شاتنر، روبرت دوفال، نينا فوش، جيمس جريجوري، كلود أكينز، إيدي ألبرت، لويد بوشنر، تشارلز برونسون، روبرت كولب، بيت ديفيس، جيم ديفيس، تروي دوناهو، باتي ديوك بات هينجل، روبرت لانسينج، جاك لورد، لي مارفن، إيف ماكفي، فيرا مايلز، ليونارد نيموي، إدموند أوبراين، رايان أونيل، سليم بيكنز، روبرت ريدفورد، جون ساكسون، وليام ويندوم جورج سكوت، فرانشوت تون، توم تريون، بيتر ويتني، وجيمس وايتمور.

## الحلقات
على مدار مواسم المسلسل، تم بث الحلقات بشكل أسبوعي في يوم الأربعاء بين السابعة ونصف والتاسعة مساء على قناة NBC.
| الموسم | الموسم | عدد الحلقات | عدد الحلقات | العرض الأول    | العرض الأول    |
| الموسم | الموسم | عدد الحلقات | عدد الحلقات | الحلقة الأولى  | الحلقة الأخيرة |
| ------ | ------ | ----------- | ----------- | -------------- | -------------- |
|        | 1      | 30          | 30          | 19 سبتمبر 1962 | 1 مايو 1963    |
|        | 2      | 30          | 30          | 18 سبتمبر 1963 | 6 مايو 1964    |
|        | 3      | 30          | 30          | 16 سبتمبر 1964 | 21 أبريل 1965  |
|        | 4      | 30          | 30          | 15 سبتمبر 1965 | 20 أبريل 1966  |
|        | 5      | 29          | 29          | 14 سبتمبر 1966 | 12 أبريل 1967  |
|        | 6      | 26          | 26          | 13 سبتمبر 1967 | 20 مارس 1968   |
|        | 7      | 26          | 26          | 18 سبتمبر 1968 | 9 أبريل 1969   |
|        | 8      | 24          | 24          | 17 سبتمبر 1969 | 18 مارس 1970   |
|        | 9      | 24          | 24          | 16 سبتمبر 1970 | 24 مارس 1971   |

## التقييم
| موسم      | مرتبة                            | تقييم                                                                              |
| --------- | -------------------------------- | ---------------------------------------------------------------------------------- |
| 1962-1963 | #26                              | 21.7                                                                               |
| 1963-1964 | #17                              | 24.0                                                                               |
| 1964-1965 | #22                              | 24.0                                                                               |
| 1965-1966 | #23                              | 22.0 (بالتساوي مع الغرب المتوحش وعرض جاكي جليسون )                                 |
| 1966-1967 | #10                              | 22.8 (بالتساوي مع Gomer Pyle و USMC و The Lawrence Welk Show و برنامج إد سوليفان ) |
| 1967-1968 | #14                              | 22.9                                                                               |
| 1968-1969 | #17                              | 21.8                                                                               |
| 1969-1970 | لم يصل إلى تقييمات أفضل 30 مسلسل | لم يصل إلى تقييمات أفضل 30 مسلسل                                                   |
| 1970-1971 | #18                              | 21.2                                                                               |

## مواقع تصوير المسلسل
- يونيفرسال سيتي، كاليفورنيا
- ايفرسون موفي رانش، تشاتسوورث، كاليفورنيا
- لون باين، كاليفورنيا
- بولوك باينز كاليفورنيا (مزرعة جبل الأشباح)
- برونسون كانيون، جريفيث بارك لوس أنجلوس، كاليفورنيا
- مركز استوديو سي بي اس لوس أنجليس
- ألبرتسون موفي رانش، مقاطعة فينتورا، كاليفورنيا

## معرض صور

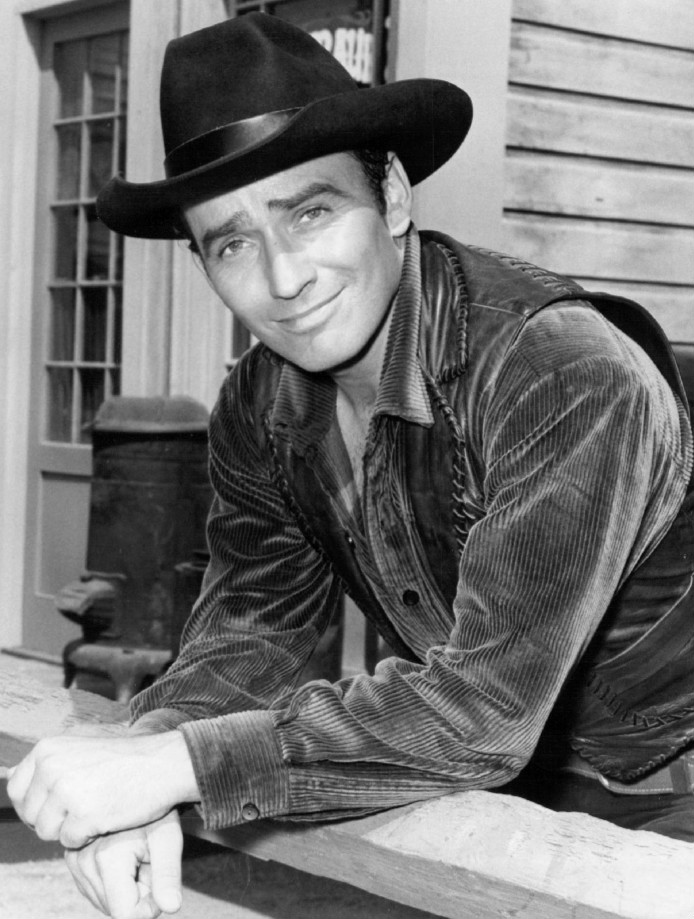
جيمس دروري مثل فيرجينيا
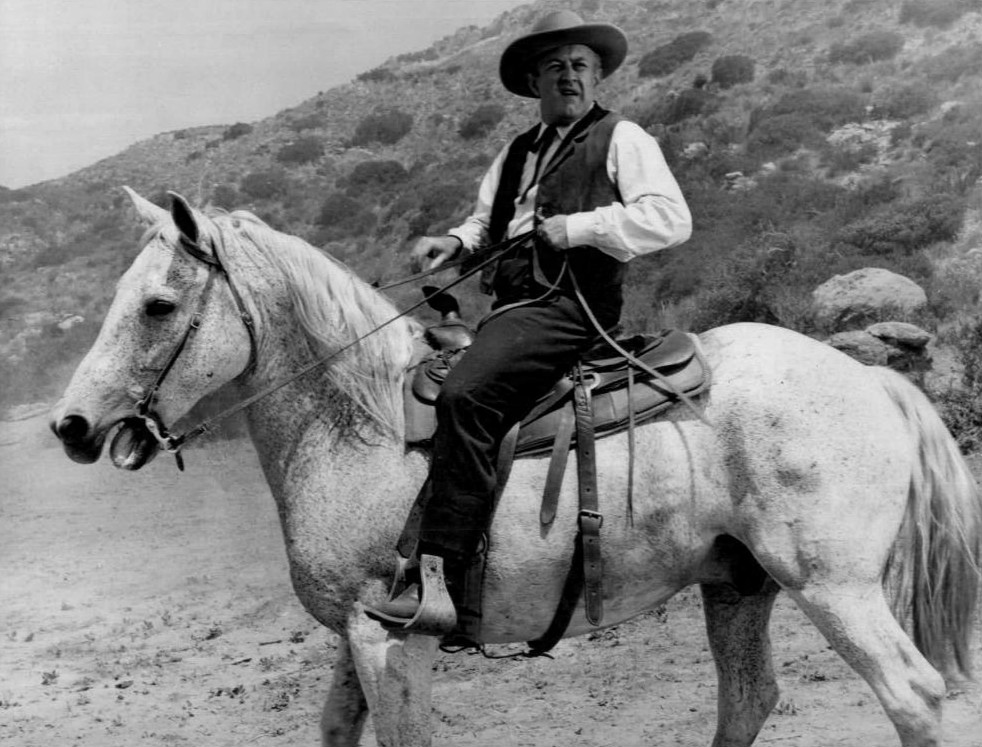
لي جيه كوب في دور القاضي جارث
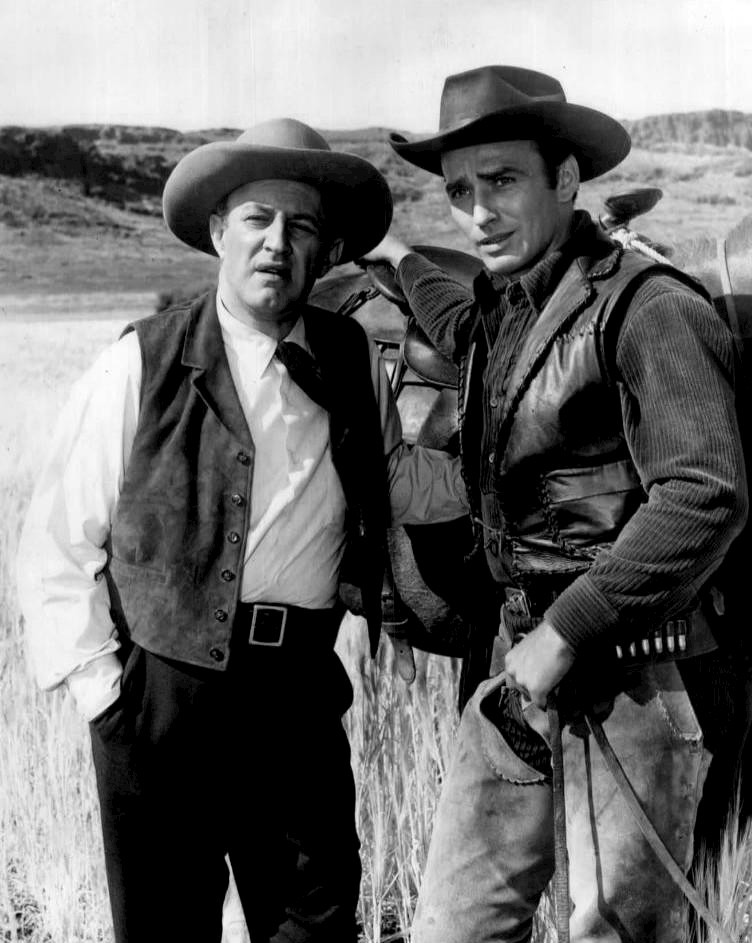
لي جيه كوب وجيمس دروري
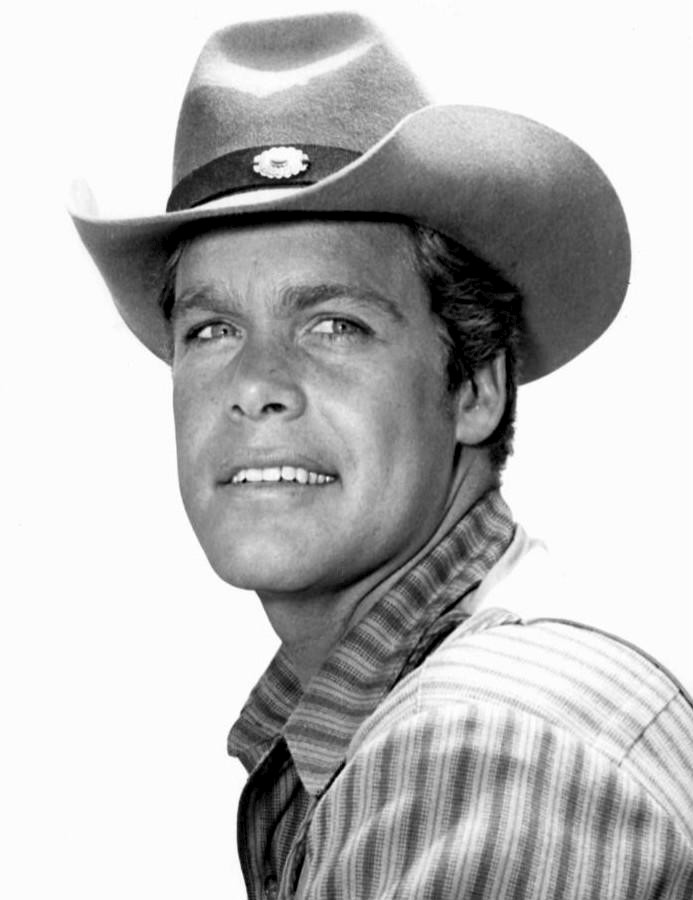
دوج مكلور في دور ترامباس
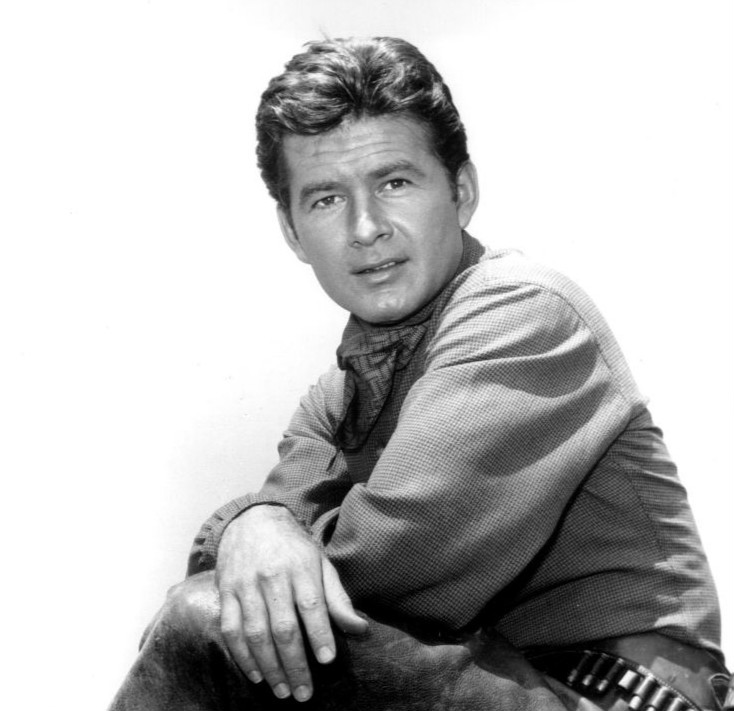
جاري كلارك بدور ستيف هيل
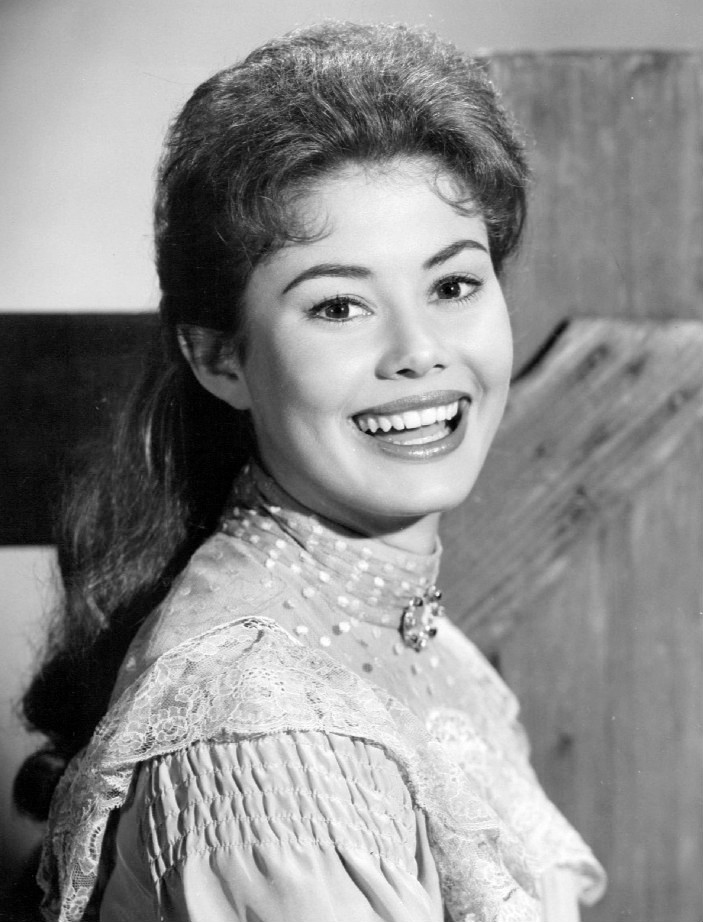
روبرتا شور بدور بيتسي جارث
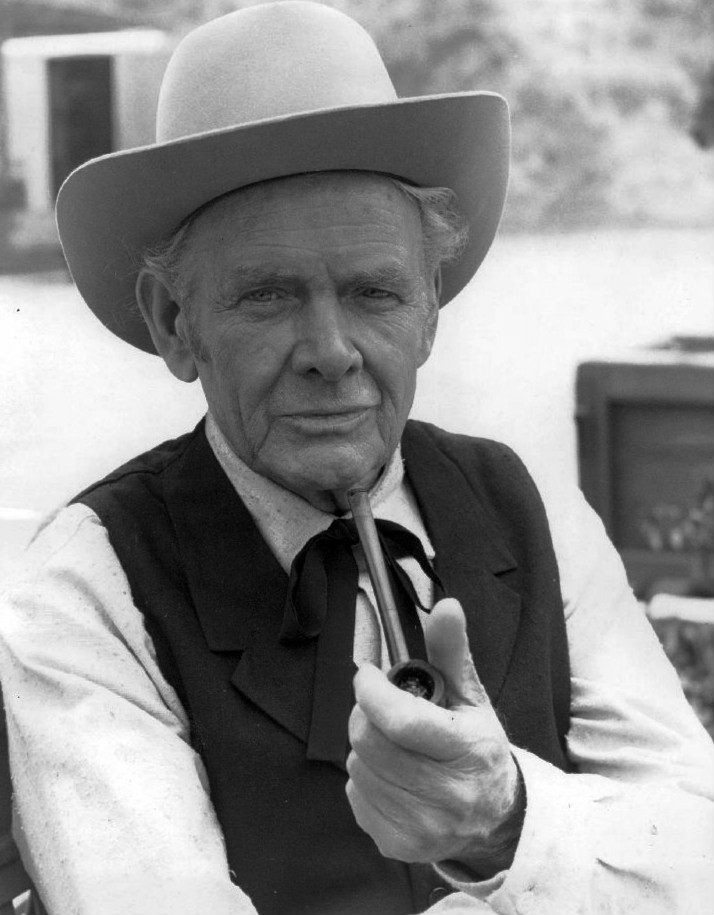
تشارلز بيكفورد في دور جون جرينجر
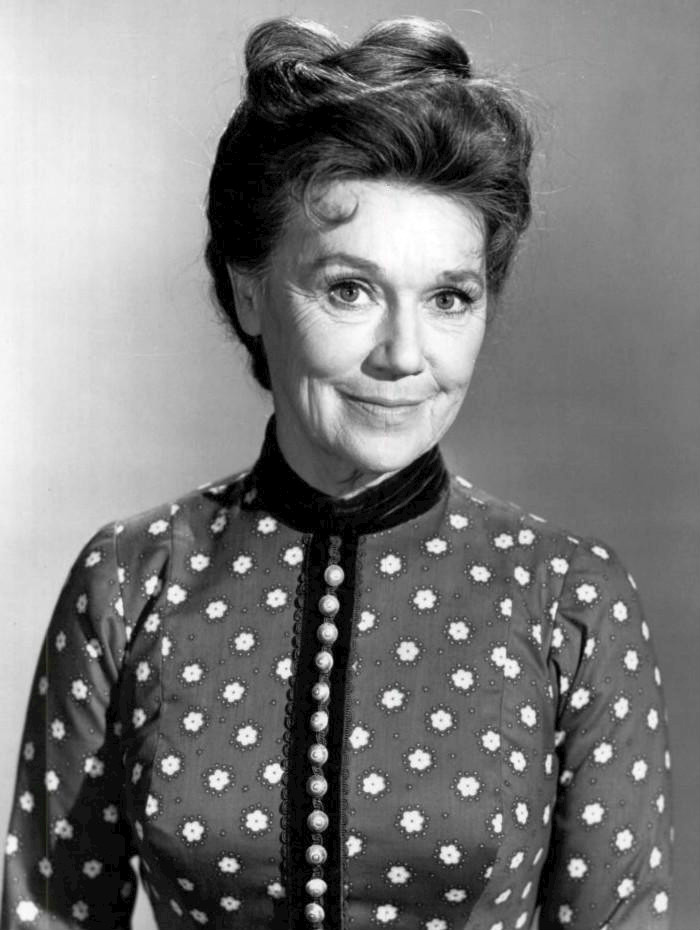
جانيت نولان بدور زوجة كلاي غرينجر ، هولي
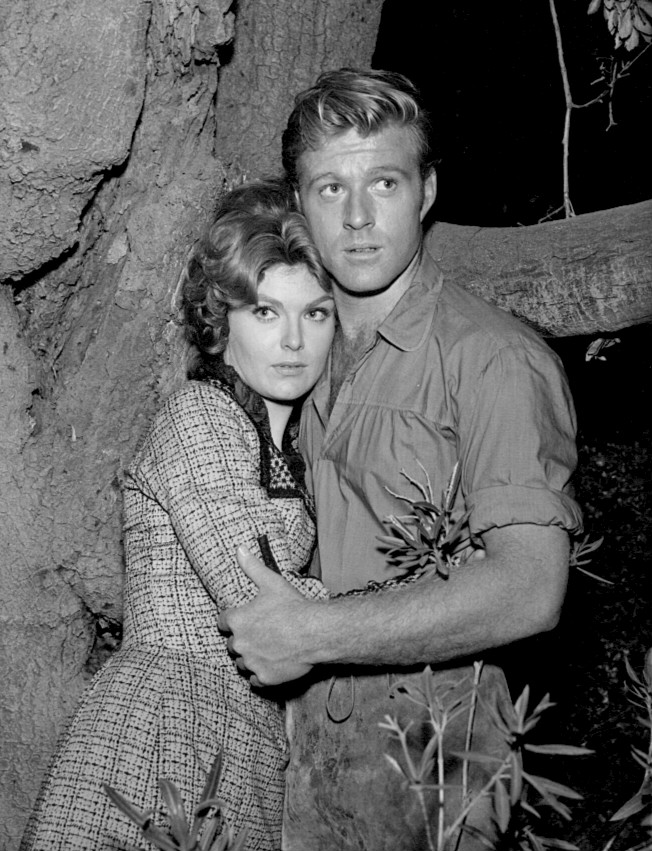
روبرت ريدفورد وباتريشيا بلير ، حلقة عام 1964
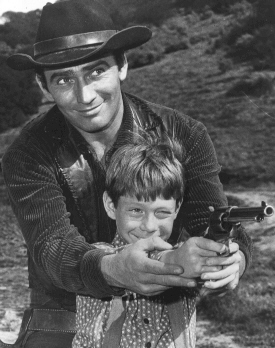
جيمس دروري وبيلي مومي
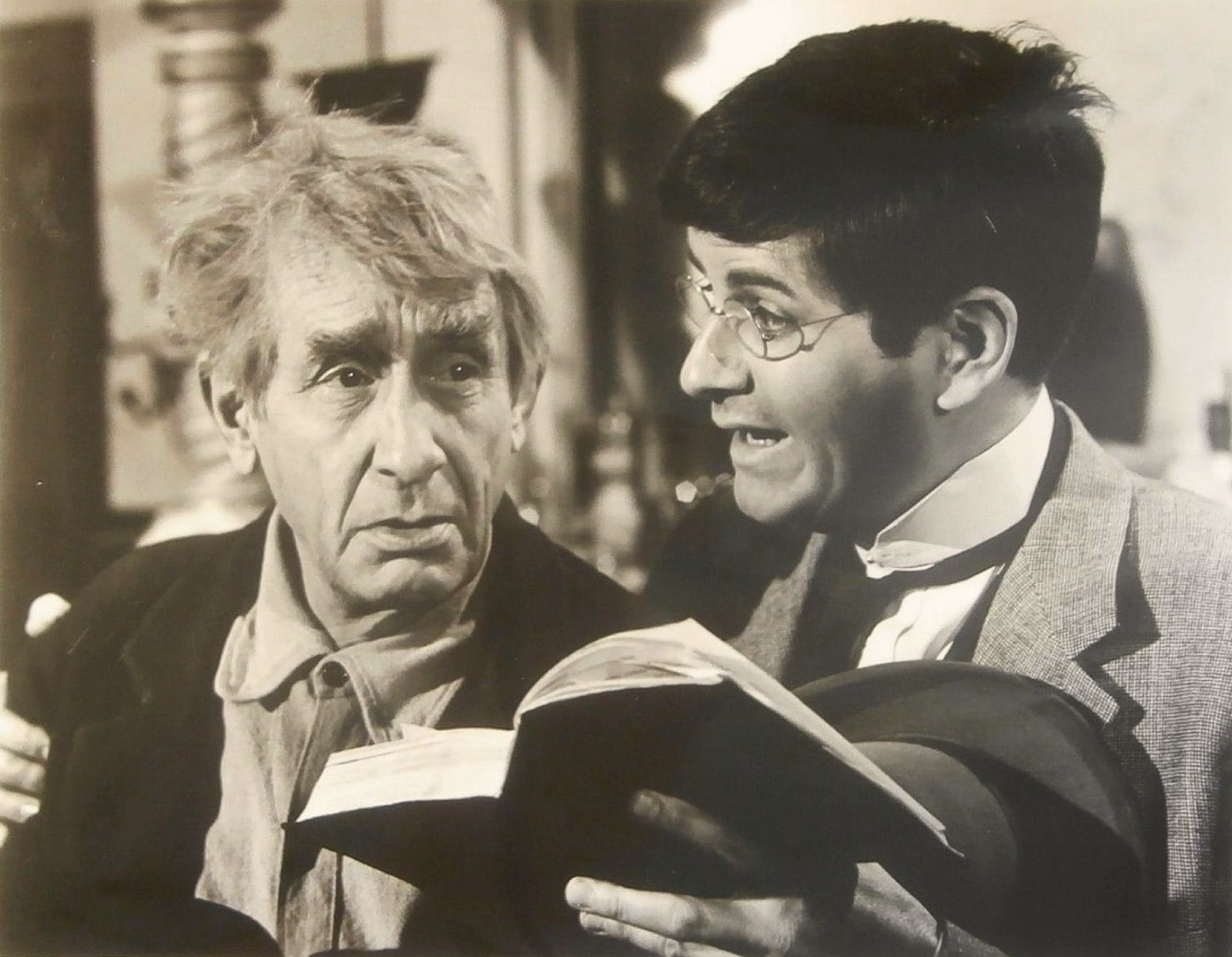
فيكتور جوري وليندن تشيلز

## وصلات خارجية
- ذا فيرجينيان على موقع IMDb (الإنجليزية)
- ذا فيرجينيان على موقع روتن توميتوز (الإنجليزية)
- ذا فيرجينيان على موقع كينوبويسك (الروسية)
- ذا فيرجينيان على موقع ألو سيني (الفرنسية)
- ذا فيرجينيان على موقع قاعدة بيانات الفيلم (الإنجليزية)